# Lorena Queiroz
Lorena Queiroz Politti (Pedreira, 22 de fevereiro de 2011) é uma atriz, cantora, vlogueira e youtuber brasileira. Ficou conhecida por protagonizar a telenovela Carinha de Anjo, do SBT, versão de 2016 da trama infantojuvenil da Televisa.

## Biografia e carreira
Lorena é filha de Gabriela Queiroz e César Politti, e irmã mais velha de Enrico Queiroz. Foi criada em Pedreira, no interior de São Paulo, mas sua família se mudou para a capital paulista para a filha se dedicar à sua carreira. Antes de sua estreia como atriz, conquistou o título de Mini Miss Brasil Fotogenia e Mini Miss São Paulo.
Ganhou destaque em 2016, após ser oficializada como a estrela de Carinha de Anjo, novela infantil do SBT. A atriz interpretou a protagonista Dulce Maria na trama. Quando passou por testes de seleção, ela tinha 4 anos, uma vez que a emissora trabalhou na seleção do elenco desde o fim de 2015. Antes da estreia da telenovela, também participou da produção O Show de Cúmplices de um Resgate, que foi gravado em São Paulo em agosto de 2016 e exibido no último capítulo de Cúmplices de um Resgate, em 13 de dezembro de 2016.
Em dezembro de 2023, fez uma participação na série do Star+, A História Delas, dando vida a versão jovem da personagem Ana Rosa, vivida por Bia Arantes.
Em junho de 2024, dublou sua primeira personagem, Poppy Prescott em Meu Malvado Favorito 4.
Em novembro de 2024, em parceria com a influenciadora digital Sofia Schaadt, Lorena estreou no YouTube o "This is UZ", um podcast voltado para adolescentes e jovens adultos da geração Z, que aborda temas como moda, cultura pop, tecnologia e autoestima, e que já contou com participações notáveis, como as de Mari Maria, Carlo Porto e Bia Arantes.

## Filmografia

### Televisão
| Ano           | Título                         | Papel                      | Notas           | Ref   |
| ------------- | ------------------------------ | -------------------------- | --------------- | ----- |
| 2016–2018     | Carinha de Anjo                | Dulce Maria Rezende Lários | Protagonista    | [ 2 ] |
| 2021          | A Fantástica Máquina de Sonhos | Lorena                     | Episódios 7 e 8 |       |
| 2022–presente | 7 Chances Para...              | Nina                       |                 |       |
| 2023          | A História Delas               | Ana Rosa (jovem)           | Participação    |       |

### Cinema
| Ano  | Título                     | Papel                | Notas    | Ref    |
| ---- | -------------------------- | -------------------- | -------- | ------ |
| 2017 | Meus 15 Anos: O Filme      | Bia (criança)        |          | [ 13 ] |
| 2020 | 10 Horas para o Natal      | Bia                  |          |        |
| 2022 | Alice no Mundo da Internet | Alice                |          |        |
| 2024 | Meu Malvado Favorito 4     | Poppy Prescott (voz) | Dublagem |        |

### Internet
| Ano           | Título         | Cargo         | Plataforma |
| ------------- | -------------- | ------------- | ---------- |
| 2017–presente | Lorena Queiroz | Apresentadora | YouTube    |

## Teatro
| Ano  | Titulo           | Papel | Teatro         |
| ---- | ---------------- | ----- | -------------- |
| 2018 | A Noviça Rebelde | Marta | Teatro Renault |

## Prêmios e indicações
| Ano  | Prêmio          | Categoria        | Trabalho        | Resultado |
| ---- | --------------- | ---------------- | --------------- | --------- |
| 2017 | Troféu Internet | Revelação do Ano | Carinha de Anjo | Indicada  |

### Enquetes digitais
| Ano  | Prêmio                      | Categoria               | Trabalho        | Resultado |
| ---- | --------------------------- | ----------------------- | --------------- | --------- |
| 2017 | Prêmio Extra de Televisão   | Melhor Ator/Atriz Mirim | Carinha de Anjo | Indicada  |
| 2017 | Prêmio Contigo! Online 2017 | Melhor Artista Mirim    | Carinha de Anjo | Venceu    |
| 2018 | Prêmio Contigoǃ Online 2018 | Melhor Artista Mirim    | Carinha de Anjo | Indicada  |
| 2019 | Meus Prêmios Nick           | Instagram do Ano        | Instagram       | Venceu    |